# José María Marculeta
José María Marculeta Barbería (San Sebastián, Guipúzcoa, España, 27 de febrero de 1920-ib., 23 de octubre de 2008) fue un futbolista español que jugaba como defensa. Era hermano del también futbolista Martín Marculeta.

## Trayectoria
Debutó como futbolista profesional con la Real Sociedad en 1939, cuando tan sólo tenía 19 años de edad, de ahí pasó al Real Unión Club de Irún en donde se mantuvo durante dos temporadas jugando como centrocampista defensivo. En 1942 el fichaje de su hermano por el Real Gijón como entrenador hizo que este le fichara para el equipo asturiano, donde se desempeñaría como mediocentro defensivo y central indistintamente.  Al finalizar la primera temporada en el equipo de Gijón su hermano fue destituido tras no lograr el ascenso a la Primera División, sin embargo el permanecería en el equipo hasta 1945, siendo parte de la plantilla que logró el primer ascenso a la máxima categoría del Real Gijón en 1944.
Tras no contar con minutos en el equipo asturiano ficharía en 1945 de nuevo por la Real Sociedad, volviendo así a San Sebastián cinco años después de su partida aunque esta vez ya para quedarse hasta su retirada en 1953, después de disputar 208 encuentros con la elástica donostiarra.

## Clubes
| Club                    | País   | Año       |
| ----------------------- | ------ | --------- |
| Real Sociedad de Fútbol | España | 1939-1940 |
| Real Unión Club         | España | 1940-1942 |
| Real Gijón              | España | 1942-1945 |
| Real Sociedad de Fútbol | España | 1945-1953 |